# آرتور هاوز
آرتور هاوز (انگلیسی: Arthur Hawes؛ ۲ اکتبر ۱۸۹۵ – ۱۹۶۳ (۶۷−۶۸ سال)) بازیکن فوتبال اهل بریتانیا بود.
از باشگاه‌هایی که در آن بازی کرده‌است می‌توان به باشگاه فوتبال برافورد پارک آونیو، باشگاه فوتبال نلسون، باشگاه فوتبال روچدیل، باشگاه فوتبال نوریچ سیتی، باشگاه فوتبال ساندرلند، و باشگاه فوتبال ساوت شیلدز اشاره کرد.